# 블라디미르 그라나트
블라디미르 바실리예비치 그라나트(러시아어: Владимир Васильевич Гранат, 1987년 5월 22일 ~, 울란우데)는 러시아의 전 축구 선수이다. 현역 시절 포지션은 센터백이었다.

## 국가대표팀 경력
2012년 5월 11일, 블라디미르는 UEFA 유로 2012에 참가하는 러시아 축구 국가대표팀의 예비 명단에 호명되었다. 이는 그의 첫 러시아 대표팀 발탁이기도 하였다. 그는 최종적으로 2012년 5월 25일에 최종 명단에 포함되었다. 그는 2013년 9월 6일에 열린 룩셈부르크와의 2014년 FIFA 월드컵 지역 예선에서 데뷔전을 치렀다. 2014년 6월 2일, 그는 월드컵에 참가하는 러시아 대표팀 최종명단에 포함되었다.